# Hélice à pas variable (marine)
En propulsion marine, une hélice à pas variable est un type d'hélice dont il est possible de tourner les pales autour de leur axe longitudinal afin de modifier leur pas. Les hélices réversibles (celles dont le pas peut prendre des valeurs négatives) peuvent également créer une poussée inverse afin de freiner ou de reculer sans devoir changer le sens de rotation de l'arbre.

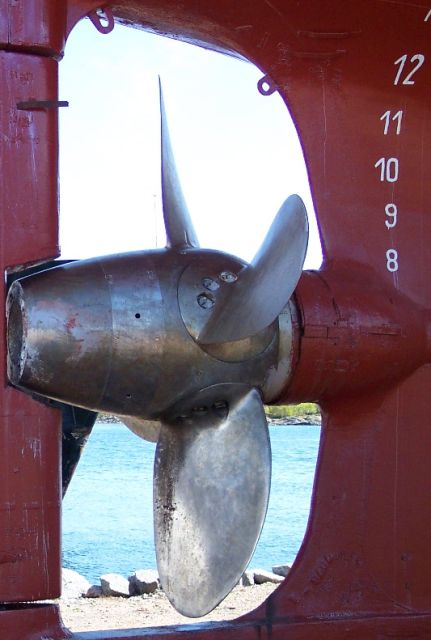
L'hélice à pas variable d'un navire. Un disque est visible à la base d'une pale, permettant le changement de son orientation.

Une hélice à pas variable peut être efficace à toute vitesse de rotation et à toute condition de charge, puisqu'on peut varier son pas afin d'absorber la puissance maximale que le moteur est capable de produire. Un navire complètement chargé aura besoin de plus de puissance de propulsion qu'un navire vide. En faisant varier les pales de l'hélice jusqu'au pas optimal, on peut augmenter l'efficacité, économisant ainsi du carburant. Un navire équipé d'une hélice à pas variable peut accélérer plus rapidement à partir de l'arrêt et peut décélérer beaucoup plus rapidement, ce qui rend l'arrêt plus rapide et plus sûr. Une hélice à pas variable peut également améliorer la manœuvrabilité du navire en envoyant un flux d'eau plus fort sur le gouvernail.

## Comparaison entre l'hélice à pas fixe et celle à pas variable
Cependant, une hélice à pas fixe est moins chère et plus robuste qu'une hélice à pas variable. En outre, une hélice à pas fixe est généralement plus efficace qu'une hélice à pas variable pour une vitesse de rotation et une charge données. En conséquence, les navires qui opèrent normalement à une vitesse standard (tels que les gros vraquiers, les pétroliers et les porte-conteneurs) auront une hélice à pas fixe optimisée pour cette vitesse. À l'autre extrême, un narrowboat circulant uniquement dans des canaux aura une hélice à pas variable pour deux raisons : sa vitesse est limitée à 2,5 km/h (afin de protéger la berge du canal) et l'hélice doit être robuste (au cas où elle rencontrerait des obstacles submergés).
Les navires équipés de moteurs diesel ou à essence à vitesse moyenne ou élevée utilisent un réducteur afin de réduire la vitesse de rotation de l'arbre de sortie du moteur à une vitesse d'hélice optimale, bien que les gros navires à moteur diesel à basse vitesse, dont le régime de croisière se situe de 80 à 120 tours par minute, soient généralement à entraînement direct et à moteurs réversibles. Alors qu'un navire équipé d'une hélice à pas fixe nécessite un inverseur de marche ou un moteur réversible pour pouvoir reculer, ce n'est pas nécessairement le cas d'un navire à hélice à pas variable. Sur un grand navire, l'hélice à pas variable nécessite un système hydraulique afin de contrôler la position des pales. Comparé à une hélice à pas fixe, une hélice à pas variable est plus efficace en marche arrière, car les bords d'attaque des pales restent tels quels en marche arrière, de sorte que la forme de la section transversale hydrodynamique est optimale pour la propulsion vers l'avant et satisfaisante en marche arrière.
Au milieu des années 1970, le chantier naval d'Uljanik en Yougoslavie a produit quatre pétroliers (un pétrolier et trois transporteurs de minerai et de pétrole) munis d'une hélice à pas variable, chacun propulsé par deux moteurs diesel B&W de 20 000 bhp entraînant directement des hélices à pas variable Kamewa. En raison de leur coût de construction élevé, aucun de ces navires n'a été profitable au cours de leur vie. Des hélices à pas fixes auraient été plus appropriées pour ces navires.

## Utilisation
Les hélices à pas variable se trouvent généralement sur les remorqueurs portuaires ou océaniques, les dragueurs, les navires de croisière, les traversiers, les cargos et les gros navires de pêche. Avant le développement des hélices à pas variable, certains navires alternaient entre les hélices « à roue de vitesse » et « à roue motrice » selon la tâche[réf. nécessaire]. Les conceptions actuelles d'hélices à pas variable peuvent tolérer une sortie maximale de 44 000 kW (60 000 hp).